# Skeppsgosse

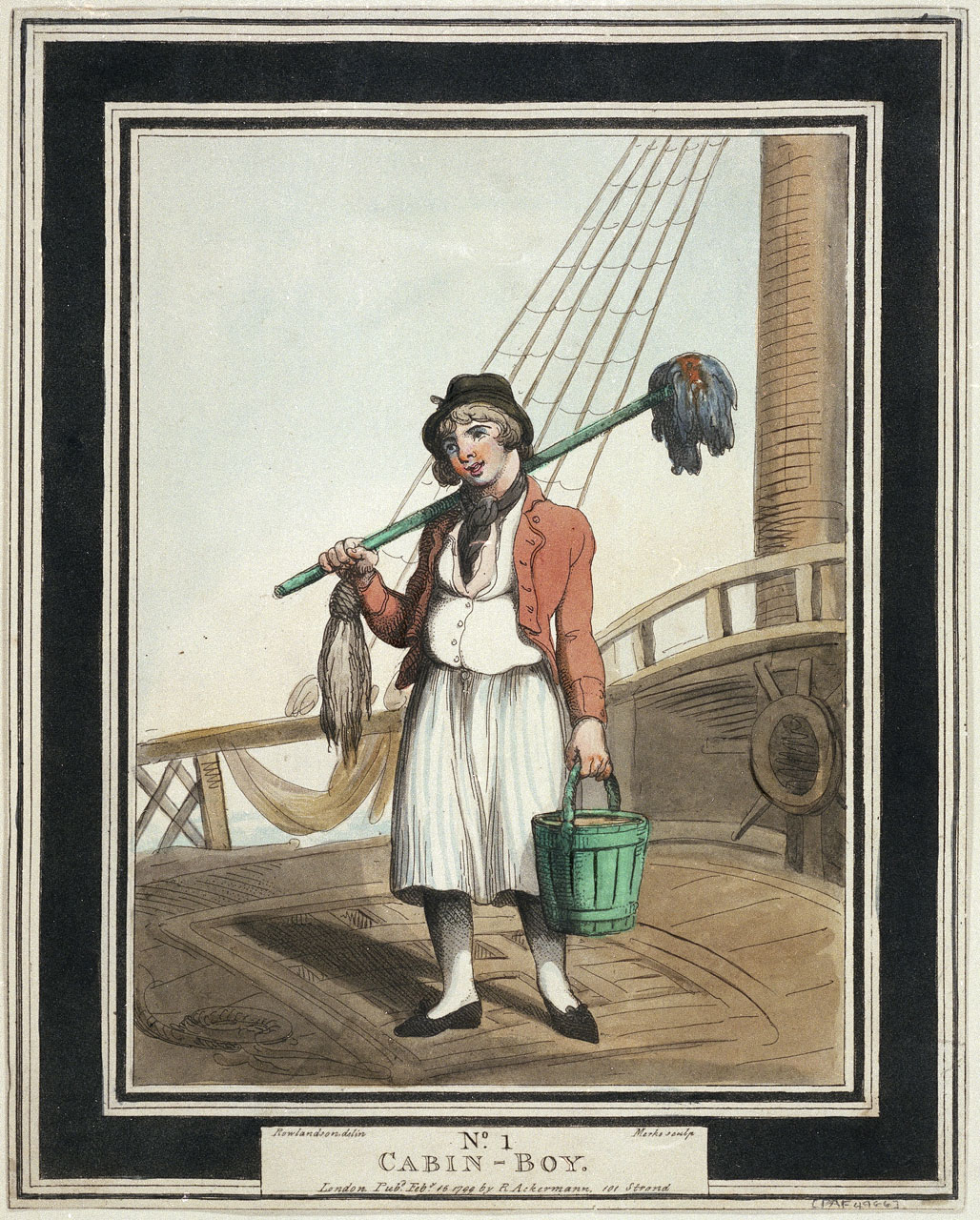
Skeppsgosse, 1799.

Skeppsgosse var en pojke eller ung man under utbildning till sjöman och/eller sjöbefäl ombord på ett fartyg. 
Skeppsgossar utbildades vintertid i land och sommartid till sjöss. Utbildningen omfattade såväl civil som militär utbildning som sjömanskap.

### Fotnoter
1. ↑  Concise Oxford Dictionary, Oxford University Press 1999, entry "Cabin boy"